# Magnolia hypolampra
Espèce
Synonymes
- Magnolia gioi (A.Chev.) Noot.
- Michelia hedyosperma Y.W.Law
- Michelia hypolampra Dandy
- Talauma gioi A.Chev.

Statut de conservation UICN

 DD  : Données insuffisantes
Magnolia hypolampra est une espèce de plantes à fleurs de la famille des Magnoliaceae. C'est un arbre originaire de Chine et du Viêt Nam.

## Description
C'est un arbre.

## Répartition et habitat
La plante est originaire de Chine (sud-centre et sud-est, incluant l'île de Hainan) et du Viêt Nam.